# Munkaerő
A munkaerő mint közgazdasági fogalom  a termelési tényezők egyike. (Mint munkaviszony alanyát, munkavállalónak nevezzük.) A munkaerő magába foglal minden olyan emberi képességet, amely a javak előállításában, feldolgozásában felhasználható. Egyes közgazdászok csak a képzés nélkül elsajátítható, elsősorban fizikai jellegű munkára való képességet értik alatta, a fennmaradó részt pedig szellemi tőke néven, önálló kategóriaként kezelik.
A munkaerő különleges termelési tényező, mert
- nem választható el az azt birtokló embertől;
- bármely termelési folyamatban szükség van rá, nélküle más termelési tényezők nem képesek semmit sem előállítani.

Az emberi társadalmakra az ókor kezdete óta jellemző, hogy a társadalom legnagyobb része nem rendelkezik a munkaerején kívül más termelési tényezőkkel: tőkével, illetve földdel – azokat csupán egy szűk réteg birtokolja. Nekik viszont szükségük van a munkaerőre a termeléshez. Az ókorban ezt a problémát egyszerű és embertelen módon oldották meg: a tőke- és földbirtokosok a tulajdonukban lévő rabszolgák munkaerejét használták fel. A középkori, feudális társadalmakban a földbirtokos osztály nem maga folytatta a termelést, csak a földet biztosította hozzá, a termelők (jobbágyok) által szerzett haszonból pedig „kivette a részét”.
A tőkés vagy kapitalista gazdasági rendszerben a tőkét birtokló személyek, a tőkések meghatározott időre és feltételekkel bérbe veszik a munkaerőt annak tulajdonosaitól. Ilyen módon a munkaerőnek kereslete és kínálata: piaca alakul ki, ahol az ára – a munkabér – is meghatározódik.

## A munkaerő ára
Sokan úgy vélik, hogy a munkaerőnek nincs valódi (szabad) piaci ára, mivel a munkaerő nem minden emberre egységesen alkalmazható fogalom. Munkaereje elsősorban a bérmunkásnak, a képzetlen és képzett ipari, kereskedelmi, vagy az alkalmi munkásnak van, aki nem szabhatja meg a munkaereje árát, még azt sem, hogy szabályosan (bejelentve) és törvényes formában, vagy nemzetközi összehasonlításban is reális bérért foglalkoztassák.
Míg a vagyonértékelők egy magyarországi ingatlan értékének a reális piaci értékét nemzetközi összehasonlító módszerrel végzik, ezt egyetlen magyar szakszervezetnek vagy munkavállalónak sem engedik meg a munkáltatók, ennek legitimitását minden eszközzel akadályozzák. 
Mindezek figyelembevételével az elméletek és a vonatkozó elvek (egyenlő munkáért egyenlő bért, equal opportunity employer stb.) valóságtartalma erősen kérdéses.
A nem fizikai vagy alkalmazotti társadalom munkaerejét nem csupán munkabérrel, hanem fizetéssel és prémiumokkal (bónusz), valamint járulékos szolgáltatásokkal is honorálják (fringe benefit, dolgozói részvényprogram, jutalomüdülés, pénzutalványok, életbiztosítás, sportpályabérlet stb.). A vezetők bérköltségeinek könyvelése nem is része a munkabérek könyvelésének, és vannak iparágak, például a reklámipar és a filmgyártás, ahol szintén elválik az úgynevezett below the line és above the line költségek számontartása. Itt az az elv érvényesül, hogy az úgynevezett sztárok, sztárhelyzetű szakemberek (magas keresleti pozícióban) maguk diktálják a feltételeket, így a gázsijuk, honoráriumuk vagy tiszteletdíjuk összegét is.
Olyan területeken, ahol egyszeri emberi teljesítményeket, vagy személyhez kötött „potenciálokat” kell megvásárolni, szintén nem lehet piacról beszélni, mert hiányoznak a „valós piaci érték” meghatározásának kellékei.
Gyakori például az olyan típusú foglalkoztatás, amelynél nem az számít, hogy az alkalmazott hogyan teljesíti az adott munkakörhöz kapcsolódó feladatokat, hanem az, hogy csupán személyes foglalkoztatásáért cserébe milyen megrendelésekhez jut a cég. Mivel a piaci verseny kiélezett, van olyan alkalmazott, aki addig értékes egy munkáltatónak, amíg magával hozza, vagy megtartja korábbi vevőkörét, annak elfogytával vagy változásával okafogyottá válik az illető alkalmazása.

## Marx elmélete a munkaerő társadalomban betöltött szerepéről
Karl Marx német filozófus David Ricardo angol közgazdász elmélete nyomán úgy vélte, hogy a gazdaságban előállított javak értéke teljes egészében a beléjük fektetett munkából származik (munkaérték-elmélet). A munkaerőt bérlő tőkéseknek azonban nem érdekük, hogy ezt az értéket a „jogos” tulajdonosának, a munkásoknak fizessék ki, elég csupán annyit, amennyi a munkások önfenntartásához és „újratermelődéséhez”, szaporodásához szükséges. A munkával megtermelt érték és a ténylegesen kifizetett bér közti különbséget, az értéktöbbletet (Mehrwert) pedig megtartják maguknak – Marx szerint a tőkés vállalatok profitja csak és kizárólag az értéktöbbletből származik.
Marx úgy gondolta, hogy a kapitalizmusban a tőke aránya egyre csak nő a termelésben, a munkaerőé pedig csökken, miközben a tőkések száma is egyre fogyatkozik (a tőke koncentrálódik). Ez a folyamat idővel tömeges munkanélküliséghez fog vezetni: az elégedetlen munkások pedig, erőfölényük birtokában, közös tulajdonba veszik a termelőeszközöket, amivel örökre megszűnik a munkaerő birtokosainak kizsákmányolása.
Marx elméletét ma már nagyon kevés közgazdász fogadja el eredeti formájában. Általánossá vált az a nézet, hogy az előállított javak árához minden beléjük fektetett termelési tényező hozzájárul, nem csupán a munkaerő; ilyen módon a tőke tulajdonosainak is „joga” van részt kérni a bevételből. Azt viszont ma is sokan elfogadják, hogy a munkások kevesebb bért kapnak, mint amennyi a munkaerő, illetve a tőke termeléshez való hozzájárulásának arányából következne.

## Ingyenmunka
Bár a munkáról kialakult közkeletű kép szerint az – elsősorban pénzbeli – ellenszolgáltatás fejében végzett tevékenység, a munkanélküliség és a korábbi ismeretek elavulása miatt megjelent az ingyenmunka egyik fajtája, amikor valaki azért dolgozik egy adott munkahelyen, hogy munka közben ellesse a szakma fogásait, illetve közelébe juthasson egy nagy értékű gépnek, berendezésnek vagy szakembernek, mesternek. Gyakran maga a munkavállaló fizet azért, hogy ilyen beosztásba kerülhessen. A munka „díja” ebben az esetben nem pénz, hanem az alkalmazott képességeinek és szakképzettségének, szellemi tőkéjének gyarapodása, munkaereje értékének növekedése.
Ez a megoldás már korábban is ismert volt a mester-tanítvány típusú (például iparos- és művész-) képzésben, azonban az, hogy például egy fogtechnikus tanuló nagy összegeket fizessen egy fogtechnikusnak azért, hogy a technikus ingyen dolgoztassa, és gyakorlati képzésre elvállalja, valószínűleg csak az utóbbi, 1990-es évek fejleménye.
Hasonló helyzet tapasztalható a csúcsvezető high-tech eszközök világában, az elektronikus média gyártó és szerkesztő eszközei környékén, a számítógépes grafikai, hang- és képrögzítő stúdiókban.